# قبل الضياع (مسلسل 1984)
قبل الضياع هو مسلسل تلفزيوني درامي مصري عُرض أول مرة سنة 1984، ومن بطولة صلاح ذو الفقار، وهدى سلطان، إخراج كمال الشامي، وتأليف محمد عزيز، وإنتاج الشركة الأردنية للإنتاج والتلفزيوني.

## ملخص القصة
أستاذ التاريخ في كلية الآداب الذي يعيش حياة مستقرة مع زوجته وابنه وابنته ومتمسك بالقيم والمبادئ مؤمن بأن القيم والعادات الأصيلة ستبقى مهما حدثت تغيرات في المجتمع، زوجته وابنه وابنته يطالبونه باستمرار التخلي عن مبادئه ومجاراة العصر وتحقيق كل ما يرغبون به، تتزاحم المشاكل أمامه وتتعقد، فهل يتمكن من التغلب على هذه المشاكل حتى يستطيع انقاذ أسرته من الضياع.

## طاقم التمثيل
- صلاح ذو الفقار
- هدى سلطان
- سلوى عثمان
- صفاء السبع
- سامح السيد
- أحمد ماهر
- إعتدال شاهين
- أحمد أباظة
- ماجدة حمادة
- راوية أباظة
- طارق النهري
- أمل إبراهيم
- ممدوح زايد

## وصلات خارجية
- قبل الضياع على موقع IMDb (الإنجليزية)
- قبل الضياع على موقع قاعدة بيانات الأفلام العربية